# あさかラ
『あさかラ』は長崎放送（NBCラジオ）と、NBCラジオ佐賀で2017年4月3日から放送を開始したラジオ番組。当初の番組タイトルは感嘆符を含めた『あさかラ!』であり、2021年10月1日より現タイトルに改題している。本稿では長崎ケーブルメディアなどで同時ネットしているテレビ番組Lスタライブあさかラについても記す。

## 概要・歴史
2017年4月3日、『ラジオ朝刊 おはようラジオ!』と『モーニング・サプリ』の後番組としてスタートした朝ワイド番組。
『早版 あさかラ』と『あさかラ』の2部構成。2021年9月までは感嘆符の入った『早版!! あさかラ!』と『あさかラ!』であった。また、2018年3月まで、金曜日のみ『平松誠四郎のあさかラ!』として編成されていたが、4月より他曜日と同様の編成となった。
2018年3月まで、ラジオ佐賀で9時以降は『ここ・らじ』を引き続き放送していたため、平日は『早版』のみを放送し、金曜は『平松誠四郎〜』を8:40で飛び降りていた。4月からは、『早版』は従来通り全曜日(金曜含む)放送し、9時以降は月曜から水曜は長崎と同じ『あさかラ!』を放送し、木曜・金曜は佐賀ローカルで『ただいま、ラジオ。』を放送していた。『ただいま、ラジオ。』の終了に伴い、2021年10月からは佐賀でも木曜・金曜に『あさかラ!』を放送している。また、この時に感嘆符を除いた『あさかラ』に改題している。
2023年4月改変から、木・金曜日は全編を佐賀のスタジオから放送するようになった。
「Lスタライブあさかラ」として、9:00から9:50の間、長崎ケーブルメディアなど6局の長崎県・佐賀県のケーブルテレビで映像付きで同時ネットしている。

## 早版 あさかラ
『早版 あさかラ』（はやばん あさかラ）は2017年4月3日から放送されている。『ラジオ朝刊 おはようラジオ!』の後継ぎ。
前番組より、中島千夏と古田沙織がそのまま続投した。2020年4月より、中島に代わり大久保圭が担当している。
古田は『平松誠四郎～』を担当しており、同枠廃止後の2018年4月より金曜の本枠も担当。
なお、前番組よりスタート時間が20分繰り下げられ、6:35 - 6:55には『おはよう寺ちゃん 活動中』、6:55 - 7:00には『NBCショッピング』を放送している。
2021年10月の改編で、『早版!! あさかラ!』から感嘆符が取れた『早版 あさかラ』に改題した。

## あさかラ
『あさかラ』は2017年4月3日から放送されている。『モーニング・サプリ』の後継ぎ。開始当初のパーソナリティは全員がそれまで『情報コンビニ 午後ゴGO!!』を担当していた。2018年4月から2021年9月までは月～水のみNBCラジオ佐賀でもネットしていた。また、同じく2018年4月より、『平松誠四郎～』廃枠に伴い、同枠パーソナリティだった平松・古田が本枠のパーソナリティとして続投することとなった。その後、2020年3月をもって平松はあさかラ!を降板した。
2021年10月1日よりリニューアル。radikoの配信エリアが佐賀県にも拡大されることを受け、9月末で佐賀オリジナルの『ただいま、ラジオ。』が終了。番組名を『あさかラ』に改題したうえで編成を統一させることとなった。その代わりに『ひるかラ』同様の長崎主導で佐賀が乗っかる共同制作番組という形をとり、『ただいま、ラジオ。』に出演していた原直子（トキヲイキル）や青木理奈らが佐賀のスタジオから出演することとなる。
2023年3月30日で『朗読のミカタ』（TBSラジオ制作のJRN系列全国ネット番組、長崎放送では放送終了時点で月 - 木曜日の12:15 - 12:25に放送）が放送終了されたことに伴い平日午後のJRNネットワークセールス枠が金曜日のみに縮小されること、また、同年3月31日で『ひるかラ』が終了となり、同年4月3日からTBSラジオ制作のワイド番組『こねくと』（月 - 木曜）『金曜ワイドラジオTOKYO えんがわ』（金曜）を同時ネットすることから、同年4月3日から『あさかラ』は1時間拡大し12:50までの放送となる。

## 平松誠四郎のあさかラ!
『平松誠四郎のあさかラ!』（ひらまつせいしろうのあさかラ!）は2017年4月7日から2018年3月30日まで放送されていた。この番組のみ約5時間ぶち抜きで放送していたが、ラジオ佐賀は8:40までの放送。

## 出演者
『早版』と旧『平松誠四郎～』も合わせて記述する。

### 2024年4月 - 現在
| パーソナリティ | 7:00 - 8:40(早版) | 9:00 - 12:50                 |
| -------------- | ----------------- | ---------------------------- |
| 月             | 原野淳子          | 栗原優美・まえかわぱーてぃー |
| 火             | 原野淳子          | 高月晶子・菊野紗史           |
| 水             | 斉藤絹子          | 上荒磯勇・菊野紗史           |
| 木             | 古田沙織          | 村山仁志・諸岡彩（佐賀）     |
| 金             | 古田沙織          | 村山仁志・青木理奈（佐賀）   |

### 2023年4月 - 2024年4月
| パーソナリティ | 7:00 - 8:40(早版) | 9:00 - 12:50                 |
| -------------- | ----------------- | ---------------------------- |
| 月             | 原野淳子          | 栗原優美・まえかわぱーてぃー |
| 火             | 原野淳子          | 高月晶子・菊野紗史           |
| 水             | 佐々野宏美        | 上荒磯勇・菊野紗史           |
| 木             | 古田沙織          | 村山仁志・諸岡彩（佐賀）     |
| 金             | 古田沙織          | 村山仁志・青木理奈（佐賀）   |

### 2021年10月 - 2023年3月
| パーソナリティ | 7:00 - 8:40(早版) | 9:00 - 11:50                                      |
| -------------- | ----------------- | ------------------------------------------------- |
| 月・火         | 大久保圭          | 村山仁志・高月晶子                                |
| 水             | 古田沙織          | 上荒磯勇・菊野紗史                                |
| 木             | 古田沙織          | 菊野紗史（長崎） よしのがり牟田・穂高ゆう（佐賀） |
| 金             | 古田沙織          | 上荒磯勇（長崎） 原直子・青木理奈（佐賀）         |

### 2021年4月 - 9月
| パーソナリティ | 7:00 - 8:40(早版) | 9:00 - 11:50       |
| -------------- | ----------------- | ------------------ |
| 月・火         | 大久保圭          | 村山仁志・高月晶子 |
| 水             | 古田沙織          | 村山仁志・菊野紗史 |
| 木             | 古田沙織          | 上荒磯勇・菊野紗史 |
| 金             | 古田沙織          | 上荒磯勇・古田沙織 |

### 2020年4月 - 2021年3月
| パーソナリティ | 7:00 - 8:40(早版) | 9:00 - 11:50       |
| -------------- | ----------------- | ------------------ |
| 月・火         | 大久保圭          | 村山仁志・高月晶子 |
| 水・木         | 古田沙織          | 村山仁志・菊野紗史 |
| 金             | 古田沙織          | 岸竜之介・古田沙織 |

### 2019年4月 - 2020年3月
| パーソナリティ | 7:00 - 8:40(早版) | 9:00 - 11:50         |
| -------------- | ----------------- | -------------------- |
| 月・火         | 中島千夏          | 村山仁志・高月晶子   |
| 水             | 古田沙織          | 村山仁志・菊野紗史   |
| 木             | 古田沙織          | 平松誠四郎・菊野紗史 |
| 金             | 古田沙織          | 平松誠四郎・古田沙織 |

### 2018年4月 - 2019年3月
| パーソナリティ | 7:00 - 8:40(早版) | 9:00 - 11:50         |
| -------------- | ----------------- | -------------------- |
| 月・火         | 中島千夏          | 村山仁志・谷口亜純   |
| 水             | 古田沙織          | 村山仁志・菊野紗史   |
| 木             | 古田沙織          | 平松誠四郎・菊野紗史 |
| 金             | 古田沙織          | 平松誠四郎・古田沙織 |

ただし、2018年7月から10月にかけて、谷口の産休のため、古田が月・火を代理で担当していた。

### 2017年4月 - 2018年3月
| パーソナリティ | 7:00 - 8:40(早版)                               | 9:00 - 11:50                                    |
| -------------- | ----------------------------------------------- | ----------------------------------------------- |
| 月・火         | 中島千夏                                        | 村山仁志・佐々野宏美                            |
| 水・木         | 古田沙織                                        | 村山仁志・菊野紗史                              |
| 金             | 平松誠四郎・古田沙織(『平松誠四郎のあさかラ!』) | 平松誠四郎・古田沙織(『平松誠四郎のあさかラ!』) |

| 期間      | 期間      | 7:00 - 8:40 | 7:00 - 8:40 | 7:00 - 8:40 | 7:00 - 8:40 | 9:00 - 11:50 | 9:00 - 11:50 | 9:00 - 11:50 | 9:00 - 11:50 | 9:00 - 11:50 | 9:00 - 11:50 | 9:00 - 11:50 | 9:00 - 11:50 | 9:00 - 11:50   | 9:00 - 11:50 | 9:00 - 11:50 | 9:00 - 11:50    |
| 期間      | 期間      | 7:00 - 8:40 | 7:00 - 8:40 | 7:00 - 8:40 | 7:00 - 8:40 | 長崎スタジオ | 長崎スタジオ | 長崎スタジオ | 長崎スタジオ | 長崎スタジオ | 長崎スタジオ | 長崎スタジオ | 佐賀スタジオ | 佐賀スタジオ   | 佐賀スタジオ | 佐賀スタジオ | 佐賀スタジオ    |
| 期間      | 期間      | 男性        | 男性        | 女性        | 女性        | 男性         | 男性         | 男性         | 男性         | 女性         | 女性         | 女性         | 男性         | 男性           | 女性         | 女性         | 女性            |
| 期間      | 期間      | 月 - 木     | 金          | 月・火      | 水 - 金     | 月・火       | 水           | 木           | 金           | 月・火       | 水・木       | 金           | 月 - 水・金  | 木             | 月 - 水      | 木           | 金              |
| --------- | --------- | ----------- | ----------- | ----------- | ----------- | ------------ | ------------ | ------------ | ------------ | ------------ | ------------ | ------------ | ------------ | -------------- | ------------ | ------------ | --------------- |
| 2017.4.3  | 2018.3.30 | （不在）    | 平松誠四郎  | 中島千夏    | 古田沙織    | 村山仁志     | 村山仁志     | 村山仁志     | 平松誠四郎   | 佐々野宏美   | 菊野紗史     | 古田沙織     | （不在）     | （不在）       | （不在）     | （不在）     | （不在）        |
| 2018.4.2  | 2018.6.29 | （不在）    | （不在）    | 中島千夏    | 古田沙織    | 村山仁志     | 村山仁志     | 平松誠四郎   | 平松誠四郎   | 谷口亜純     | 菊野紗史     | 古田沙織     | （不在）     | （不在）       | （不在）     | （不在）     | （不在）        |
| 2018.7.2  | 2018.11.2 | （不在）    | （不在）    | 中島千夏    | 古田沙織    | 村山仁志     | 村山仁志     | 平松誠四郎   | 平松誠四郎   | 古田沙織     | 菊野紗史     | 古田沙織     | （不在）     | （不在）       | （不在）     | （不在）     | （不在）        |
| 2018.11.5 | 2019.3.29 | （不在）    | （不在）    | 中島千夏    | 古田沙織    | 村山仁志     | 村山仁志     | 平松誠四郎   | 平松誠四郎   | 谷口亜純     | 菊野紗史     | 古田沙織     | （不在）     | （不在）       | （不在）     | （不在）     | （不在）        |
| 2019.4.1  | 2020.3.31 | （不在）    | （不在）    | 中島千夏    | 古田沙織    | 村山仁志     | 村山仁志     | 平松誠四郎   | 平松誠四郎   | 高月晶子     | 菊野紗史     | 古田沙織     | （不在）     | （不在）       | （不在）     | （不在）     | （不在）        |
| 2020.4.1  | 2021.3.26 | （不在）    | （不在）    | 大久保圭    | 古田沙織    | 村山仁志     | 村山仁志     | 村山仁志     | 岸竜之介     | 高月晶子     | 菊野紗史     | 古田沙織     | （不在）     | （不在）       | （不在）     | （不在）     | （不在）        |
| 2021.3.29 | 2021.9.30 | （不在）    | （不在）    | 大久保圭    | 古田沙織    | 村山仁志     | 村山仁志     | 上荒磯勇     | 上荒磯勇     | 高月晶子     | 菊野紗史     | 古田沙織     | （不在）     | （不在）       | （不在）     | （不在）     | （不在）        |
| 2021.10.1 | 現在      | （不在）    | （不在）    | 大久保圭    | 古田沙織    | 村山仁志     | 上荒磯勇     | （不在）     | 上荒磯勇     | 高月晶子     | 菊野紗史     | （不在）     | （不在）     | よしのがり牟田 | （不在）     | 穂高ゆう     | 原直子 青木理奈 |

## タイムスケジュール
- 7:00 - オープニング
- 7:10 - お早う! ニュースネットワーク（ニッポン放送）
- 7:25 - 交通情報
- 7:30 - 長崎ケーブルメディア 今日のプロ野球情報
- 7:35 - おなかがグーは、しあわせのグー。
- 7:50 - NBCラジオ50ニュース
- 8:00 - 日本全国8時です（TBSラジオ）
- 8:20 - 羽田美智子のいってらっしゃい（ニッポン放送）
- 8:25 - 修ちゃんのあさかラエッセイ（月曜）／フレモニ佐賀（火・木曜）／当世 新長崎ものしり手帳（金曜）
- 8:30 - レースガイド
  - 放送エリア内の大村競艇・佐世保競輪・佐賀競馬・唐津競艇のレース日程案内。
- 8:31 - 交通情報